# Агвиларит
Агвилари́т (по фамилии Агиляр) — очень редкий минерал, сульфоселенид состава Ag4SeS.
Встречается в виде игольчатых либо скелетных додекаэдрических кристаллов, агрегаты зернистые и волосовидные. Блеск металлический, сильный. Цвет железо-чёрный. Встречен в ассоциации с другими минералами серебра в низкотемпературных гидротермальных кварцевых жилах.